# Canadair CL-89
Die Canadair CL-89 ist eine Aufklärungsdrohne als UAV, die in den 1960er Jahren gemeinsam von Kanada, Großbritannien und der Bundesrepublik Deutschland hergestellt wurde. Das System wurde in den 1990er Jahren durch die Drohne CL-289 abgelöst.

## Geschichte
Im Juni 1963 wurde durch eine Vereinbarung zwischen Kanada und Großbritannien festgelegt, dass die Firma Canadair die Drohne CL-89 entwickeln und erproben sollte. Das Konzept war bei Canadair aus der CL-85 entwickelt worden. Die Bundesrepublik Deutschland trat später der Gruppe bei. Obwohl die USA eingeladen wurden, beizutreten, lehnten sie ab. Kanada und Großbritannien sowie dann Deutschland waren in der NATO die ersten Staaten mit Aufklärungsdrohnen.
Der erste, nicht ganz erfolgreiche Flug fand im März 1964 in Yuma, Arizona, statt. Großbritannien wollte Änderungen am System (Drohne, Abschussgerät, Bergungsausrüstung und Unterstützungselemente) vornehmen, um es handhabungssicherer zu machen. Daher wurde ein britischer Offizier bei Canadair eingesetzt und unterstützte bei der Erarbeitung des Konzepts des Systems.
Das erste vollständige CL-89-System wurde 1969 an die Bundeswehr geliefert. In den 1970er Jahren schlossen sich Frankreich und Italien an. Die NATO gab dem gesamten System die Bezeichnung AN/USD-501 (Army Navy Unmanned Surveillance Drone Typ 501). Im britischen Dienst wurde es als Midge (Military Intelligence & Data Gathering Equipment) bezeichnet. Das System wurde für die Aufklärung auf Divisionsebene eingesetzt.
Im Dienst der Royal Artillery wurde Midge von einem Trupp in einer Divisionsaufklärungsbatterie eingesetzt. Dieser Trupp verfügte über zwei Werfer sowie sämtliche Einrichtungen zur Bildverarbeitung und -analyse und zur Reparatur und Wartung der Drohnen. Die Einheit bestand aus zwei Offizieren und etwa 70 Soldaten. Die Aufgaben wurden über die Artillerie-Aufklärungszelle im Divisionshauptquartier erteilt und der Hauptzweck bestand darin, mutmaßliche feindliche Kräfte aufzuklären, insbesondere Artillerie. Im britischen Dienst ersetzte Midge das Northrop Radioplane SD-1, den sogenannten „Observer“, und wurde wiederum durch Phoenix ersetzt. Midge wurde 1991 im Golfkrieg operativ eingesetzt und bewährte sich insbesondere in Kombination mit Feuerschlägen der Artillerie.
In der Bundeswehr war ab 1972 eine Batterie mit der Drohne CL-89 des Artillerieaufklärungsbataillon des Divisions-Artillerieregiment ausgestattet. Die Organisation war ähnlich der britischen, die Einheit umfasste etwa 120 Soldaten. Das System wurde 1993 ausgemustert.
Die Nutzerländer erhielten über NAMSA logistische Unterstützung für CL-89.

## Technik
Der zylindrische Körper besaß an der Rückseite des Rumpfes vier Stummelflügel, die durch kleinere Canard-Vorflügel für die aerodynamische Trimmung sorgten.
Die Drohne wurde mit Hilfe eines Starttriebwerkes unter einem Erhöhungswinkel von 27° vom Startgerät aus gestartet und mit Schubunterstützung durch das Starttriebwerk auf Anfangsflughöhe und Anfangsgeschwindigkeit gebracht. Nach Abwurf des Starttriebwerkes übernahm das Marschtriebwerk der Drohne den Antrieb des Lenkflugkörpers.
Die Lenkung der Drohne zu dem aufzuklärenden Geländepunkt oder Geländeabschnitt, das Ein- und Ausschalten der Sensoren und die Rückführung der Drohne in das vorgesehene Landegebiet erfolgten durch Kopplungsnavigation. Die hierfür erforderlichen Flugdaten wurden vor dem Start mit dem Elektronischen Programmiergerät EPG in die Drohne eingegeben.
Beim Erreichen des Landegebietes wurde die Drohne durch das im Landegebiet aufgestellte Boden-Landeanfluggerät zu dem vorgesehenen Landeplatz gelenkt. Beim Anfliegen des Landeplatzes löst das Boden-Landeanfluggerät den Landevorgang in der Drohne aus.
Die Drohne wird mit einem Fallschirm gelandet. Zur Aufpralldämpfung dienen zwei sich während des Sinkens aufblasende Landekissen.
Beim CL-89 kamen zwei Sensortypen zum Einsatz, beide mit Fotofilmen, die nach der Bergung der Drohne entwickelt und analysiert wurden. Bei Tageslicht wurde normalerweise ein Standard-Schwarzweißfilm verwendet. Infrarot-Zeilenscan, eine frühe Form der Wärmebildgebung, wurde im Allgemeinen nachts eingesetzt. Bei den britischen Drohnen kamen drei Sensortypen zum Einsatz: Vinten (Tagessensor), Zeiss (Tag und Nacht) und IRLS (Tag und Nacht).

## Nutzerstaaten
Kanada
 Frankreich
 Deutschland
 Italien
 Türkei
 Vereinigtes Königreich

## Technische Daten
Maße und Gewichte
- Länge: 3,71 m (mit Booster)
- Flügelspannweite: 0,94 m
- Durchmesser: 0,33 m (Körperdurchmesser)
- Leermasse: 78 kg
- Maximale Startmasse: 156 kg (mit Booster)
- Triebwerk: 1 × Williams International WR2-6 Turbojet, 125 lbf (0,56 kN) Schub
- Triebwerk: 1 × BAJ Vickers Wagtail-Raketenbooster, 5000 lbf (22 kN) Schub

Leistung
- Höchstgeschwindigkeit: 740 km/h
- Reichweite: 60 km
- Dienstgipfelhöhe: 3000 m